# Lindenapotheke Idstein

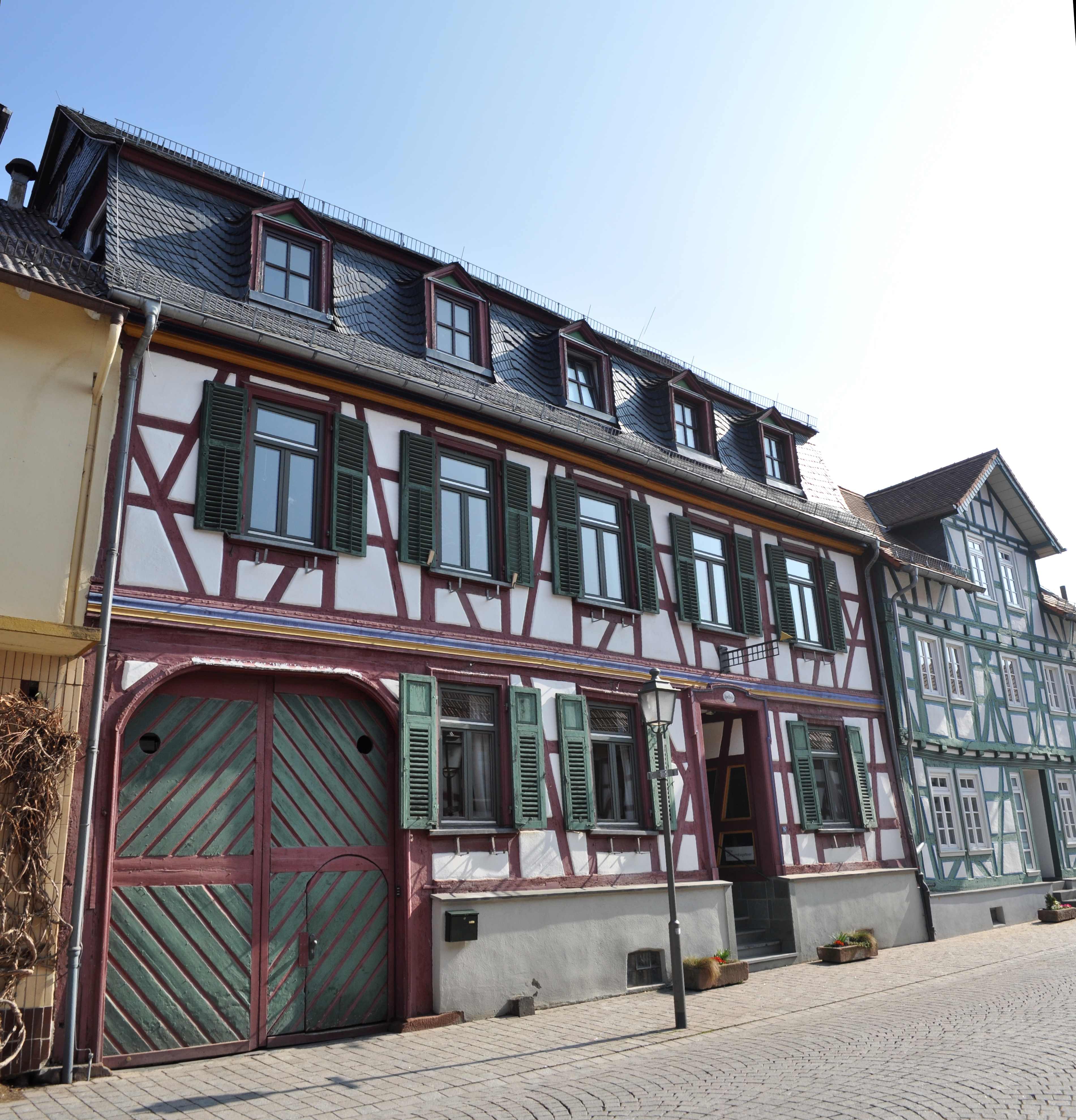
Ehemalige Lindenapotheke

Die ehemalige Lindenapotheke (vorher Amtsapotheke) in Idstein wurde 1688 gegründet. Das ehemalige Gebäude der Apotheke steht unter Denkmalschutz.

## Geschichte
1688 erteilte Graf Georg August von Nassau-Idstein dem Apotheker Heinrich Wilhelm Abel aus Bobenhausen das Privileg zur Errichtung einer Apotheke in Idstein. Daneben erhielt er das Monopol für den Verkauf von Gewürzen, Baumöl und Zucker.
1731 erneuerte die Regentin Charlotte Amalie das Privileg zu Gunsten der Witwe von Heinrich Wilhelm Abel. Der gemeinsame Sohn Joh. Andreas Abel hatte 1730 bei der gräflichen Regierung vergeblich um die Genehmigung einer eigenen Apotheke in Idstein nachgefragt. Erst nach dem Tod der Mutter wurde er Apotheker. 1745 starb Joh. Andreas Abel und seine Witwe verkaufte die Apotheke 1747 an den Apotheker Karl Bernhard Koch aus Osnabrück. Die Apotheke muss zu diesem Zeitpunkt in einem schlechten Zustand gewesen sein. Der Kaufpreis betrug nur 440 Gulden für das Privileg zuzüglich dem gutachterlich festzustellenden Wert der Einrichtung und Waren.
1779 ging die Apotheke in den Besitz des Schwiegersohns von Karl Bernhard Koch, den Apotheker Clamor Philipp Lönig über, dessen Privileg 1780 von Fürst Karl Wilhelm von Usingen-Nassau erneuert wurde. Aus der ersten Ehe von Clamor Philipp Lönig stammte der Sohn Karl Löning. Dieser verübte 1819 das bekannte Attentat auf den nassauischen Regierungspräsidenten Carl Friedrich Emil von Ibell.
Nach Lönigs Tod im Jahr 1800 heiratete dessen Witwe den Apotheker Georg Martin Herbst, der 1801 das Privileg von Fürst Carl Wilhelm erhielt. Mit der Gründung des Herzogtums Nassau wurde das Privileg 1806 erneuert. Aufgrund des Medizialediktes von 1818 wurde Georg Martin Herbst zum Amtsapotheker des Amtes Idstein ernannt. Aufgrund des schlechten Zustandes der Apotheke kam es vielfach zu Konflikten mit den Aufsichtsbehörden und Herbst musste den Betrieb der Apotheke an einen Provisor übergeben. 1832 verkaufte er die Apotheke an den Provisor der Amtsapotheke Camberg, Heinrich Lindenborn zu einem Preis von 15.000 Gulden. 1833 wurde er zum Amtsapotheker ernannt. Die Apotheke blieb seitdem im Besitz der Familie Lindenborn und wurde daher Lindenapotheke genannt.

## Ehemaliges Apothekengebäude

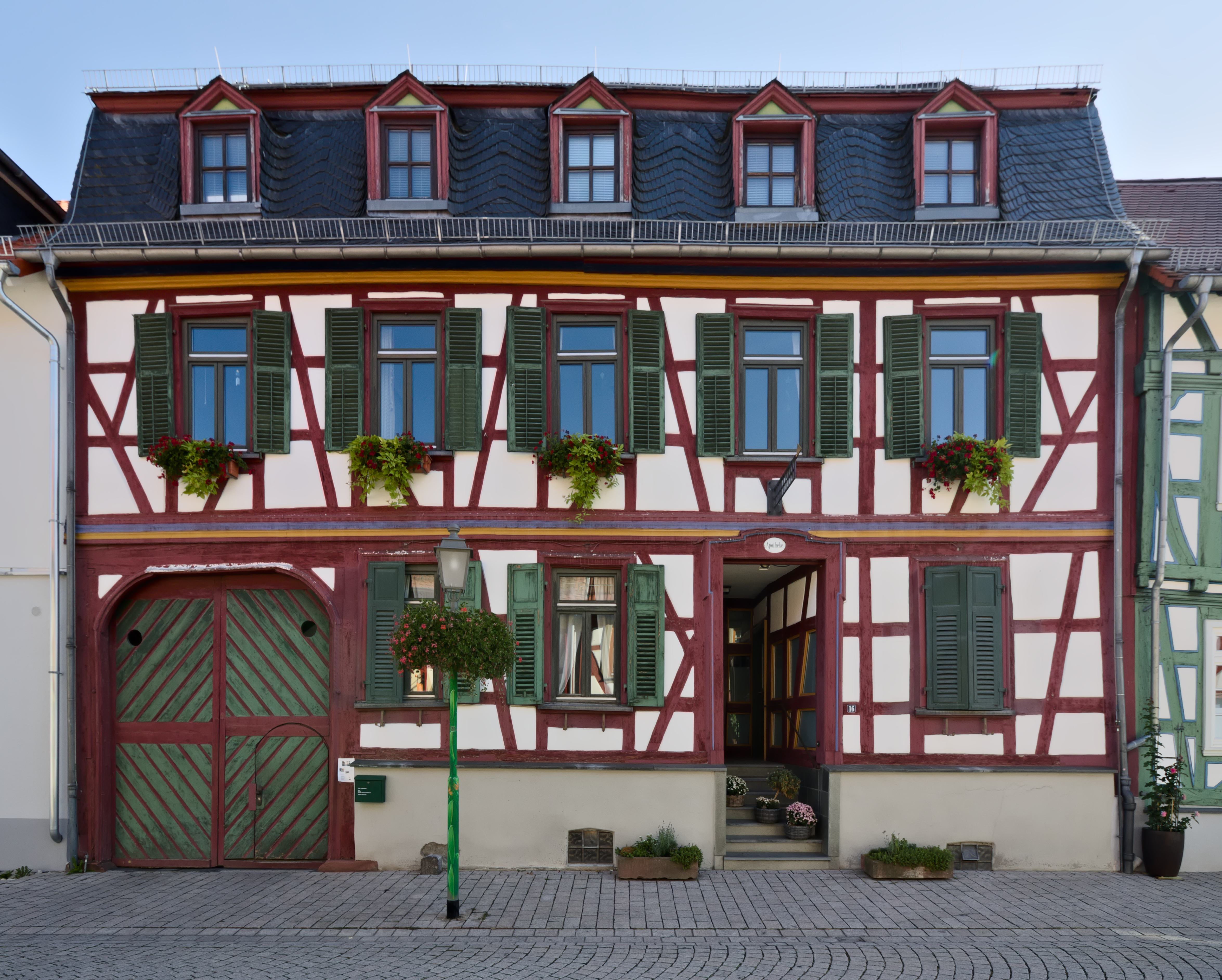
Frontansicht des Gebäudes im Jahr 2018

Die ehemalige Lindenapotheke der Familie Lindenborn befindet sich in der Weiherwiese 16. Es handelt sich um einen langgestreckten, repräsentativen Bau des späten 18. Jahrhunderts der durch das Mansarddach die Nachbarbebauung überragt. Das hochliegende Erdgeschoss war früher mit zweiläufiger Steintreppe erschlossen, der Eingang mit Treppe wurde später nach innen verlegt. Das profilierte Türgewände mit Schild „Apotheke“ blieb jedoch erhalten. Das konstruktive Fachwerk des Hauses verfügt über K-förmigen Eckverstrebungen und war ursprünglich verputzt. Die fünf regelmäßigen Fensterachsen setzen ich in Giebelgauben fort. Daneben befindet sich das überbaute Hoftor mit Pforte.